# Сталка
Ста́лка (бел. Сталка) — деревня в составе Горбовичского сельсовета Чаусского района Могилёвской области Республики Беларусь.

## История
Упоминается в 1670 году как деревня Сталька в Островецком приходе в составе Могилевской волости в Оршанском повете ВКЛ.

## Население
- 2010 год — 82 человека